# (5285) Krethon
(5285) Krethon ist ein Asteroid aus der Gruppe der Jupiter-Trojaner. Damit werden Asteroiden bezeichnet, die auf den Lagrange-Punkten auf der Bahn des Planeten Jupiter um die Sonne laufen. Er ist dem Lagrange-Punkt L4 zugeordnet, das heißt (5285) Krethon läuft Jupiter in dessen Umlaufbahn um die Sonne um 60° voraus.
Der Asteroid wurde am 9. März 1989 von der US-amerikanischen Astronomin Carolyn Shoemaker am Palomar-Observatorium (IAU-Code 675) in Kalifornien entdeckt.
(5285) Krethon dreht sich in 10,44 Stunden um sich selbst, wie 2007 mit dem 215-cm-Spiegelteleskop der Astronomischen Einrichtung Leoncito (CASLEO) in Argentinien festgestellt wurde.
Der Asteroid wurde am 12. Juli 1995 nach Krethon benannt, bei Homer ein Kämpfer der Danaer im Trojanischen Krieg. Nach seinem Zwillingsbruder Orsilochos wurde der Jupiter-Trojaner (5284) Orsilocus benannt. Vorauseilende Trojaner werden nach griechischen Helden benannt.